# Абатай
Абатай (1534—1588) — фактичний засновник держави тушету-ханів монголів в Халхці. Ім'я перекладається як «Той, що має дар чаклування».

## Життєпис
Походив з гілки Хубілаїдів династії Чингізидів. Старший син Оноху-нойона, середнього сина Гересендзе, правителя Халхи, й старшого сина великого кагана Даян-хана. Народився 1534 року. Про молоді роки замало відомостей. 1554 року успадкував землі в лівому (східному) крилі Халхи. Завдяки енергії Абатая його володіння доволі швидко перетворилося на напівнезалежне ханство. Піднесенню держави Абатая сприяло вигідне географічне положення в центрі Халхи. Також з самого початку було встановлено союзні та торговельні відносини з туметським ханством, де правив Алтин-хан. Спільно з останнім Абатай протистояв зазіханням загальномонгольських ханів.
З 1564 року розпочав тривалі війни з ойратами, що велися з перемінним успіхом. Дістав від ойратів прізвисько «безумний тайджі». Зрештою 1577 року у битві при Хубхен-Герійн Абатай завдав нищівної поразки ойратам, змусивши тих визнати своїм правителем свого сина Субагатая. Втім влада Абатая переважно поширювалася на південних й східних ойратів. Водночас вимушений визнати номінальну зверхність монгольського кагана Тумен-Ясаґту-хана.
Абатай під час війн з ойратами захопив декількох буддистських ченців, які навернули його в свою віру. Став ревним поширювачем буддизму. У 1577 році відвідав Кьоке-Хото (столицю Туметського ханства), де зустрівся з Далай-ламою III. Сприяв посиленню в своїх володіннях секти Гелуг. У 1585 році почав будівництво першого постійного буддійського монастиря — Ердені-Дзу — на місці колишньої столиці Монгольської імперії Каракоруму. 1587 року Далай-лама III надав Абатаю титул тушету-хана. Помер Абатай-хан у 1588 році. Владу успадкував другий син Ерехей-Мерген-хан.